# Wrexham Futsal Club
Wrexham Futsal Club – walijski klub futsalowy z siedzibą w mieście Wrexham, obecnie występuje w najwyższej klasie rozgrywkowej Walii. Jest sekcją futsalu klubu sportowego Wrexham F.C.

## Sukcesy
- Mistrzostwo Walii (3): 2012/13, 2014/2015, 2016/17
- Puchar Walii (3): 2012/13, 2013/14, 2016/17